# Horváth Sándor (teológus)
Horváth Sándor (Nagyatád, 1884. augusztus 6. – Székesfehérvár, 1956. március 4.) dominikánus szerzetes.

## Élete
Földműves családban született. A keresztségben az Imre nevet kapta. Fiatalon belépett a cisztercita rendbe, onnan azonban gyenge egészsége miatt el kellett jönnie (a századfordulón a renden belül megindult reformmozgalom rendkívül megszigorította a szerzetesi aszkézis követelményeit).
1903-ban Szabó Szádok tartományi főnök felvette a domonkos rendbe. Itt kapta rendi névként a Sándort. Az osztrák–magyar rendtartomány novíciusi és tanulmányi háza ekkor Grazban volt. Ide került Horváth Sándor is. Közben tüdőbetegsége kiújult, ezért a rend a dél-tiroli Meránba küldte gyógykezelésre.
Onnan visszatérve folytatta tanulmányait Grazban. Leo Michelnél hallgatta az ismeretelméletet, és került közel Immanuel Kant bölcseletéhez. Már ekkor kibontakoztak előtte a tomista és kantiánus ismeretelmélet jellegzetes vonásai, amelyek tudományos szintézisének alapjait szolgáltatták. 1909-ben szentelték pappá.
Ezután két évet Svájcban töltött a domonkosok világhírű freiburgi egyetemén. Itt szerezte meg a bölcseleti doktorátust, amelyhez később a teológiai "magiszter" cím járult. Vendégtanár volt Chieriben, Kölnben, ahol professzori meghívást is kapott. Ezt egészségi állapota miatt akkor nem tudta elfogadni. 1928-1930-ig a római Collegio Angelieón ny.r. tanár. 1930-tól Freiburgban a Summa Theologiae dogmatikai részeit értelmezte; szerkesztette a Divus Thomas bölcseleti és teológiai folyóiratot.
Horváth Sándor nem írt összefüggő magyarázatot a Summa Theologiae-hez. Éveken át értelmezte az egyetemi és főiskolai katedrákon a Summa-t, de előadásaiból csak az maradt meg, amit a tanítványok feljegyeztek. Adott ki Rómában (1929-30-ban) néhány "jegyzetet" a vallásosság erényéről, az akaratról, az erkölcsi rendről, de ezek nem a szöveget követik, hanem szempontokat nyújtanak a Szent Tamás-i gondolat megértéséhez.
A magyar rendtartomány felállításakor, 1938-ban hazasietett, hogy a rend főiskolájának rektori tisztét ellássa. Innen hívta meg 1942-ben a Pázmány Péter Tudományegyetem Hittudományi Kara az alapvető hittan tanszékére. Örömmel vállalta a megbízást, ahol felkészültségének és képességeinek megfelelő működési terület várt reá. Az 1947/48. évben a kar dékánja volt.
1948-ban egyik órájáról "hivatalos üzenettel" kihívták - és az egyetemről elbocsátották. Életét a székesfehérvári papi otthonban fejezte be 1956  tavaszán.

## Fontosabb művei
- Metaphysik der Relationen (1914)
- A fizikai és pszichikai világ egymásrahatása (1914)
- Eigentumsrecht nach dem hl. Thomas von Aquin (1929)
- A természetjog rendező szerepe (1941)
- Aquinói Szent Tamás világnézete (1924)
- De virtute religionis (1929)
- De voluntate humane (1930)
- La sintesi scientifica di San Tomaso d’Aquino (1932)
- De moralitate (1939)
- Der thomistische Gottesbegriff (1941)
- Hitvédelmi tanulmányok (1943)
- Örök eszmék és eszmei magvak Szent Tamásnál (1944)
- Synthesis Theologiae Fundamentalis (1948)
- Tractatus Philosophici Aristotelico-Thomastici (1949)